# IC 4654
IC 4654 ist eine Balken-Spiralgalaxie vom Hubble-Typ SBbc im Sternbild Paradiesvogel am Südsternhimmel. Sie ist rund 225 Millionen Lichtjahre von der Milchstraße entfernt.
Das Objekt wurde im Juli 1900 von DeLisle Stewart entdeckt.